# Бург, Уильям, 2-й барон Бург
Уильям Бург (англ. William Burgh; примерно 1522 — 10 сентября 1584, Ламбет, Суррей, Королевство Англия) — английский аристократ, 2-й барон Бург с 1550 года. Принадлежал к старинному роду, представители которого, владевшие землями в Линкольншире, возводили свою генеалогию к Хьюберту де Бургу, 1-му графу Кенту. Был вторым сыном Томаса Бурга, 1-го барона Бурга, и Агнес Тирвитт. Стал наследником отца после смерти старшего брата Эдуарда в 1533 году, после смерти отца получил семейные владения и баронский титул. В 1572 году был в числе пэров, приговоривших Томаса Говарда, 4-го герцога Норфолка, к смертной казни за измену.
Барон был женат на Кэтрин Клинтон, дочери Эдуарда Клинтона, 1-го графа Линкольна, и Элизабет Блаунт. В этом браке родились:
- Мэри, жена Ричарда Балкли[3];
- Генри (умер в 1578)[1];
- Джон (примерно 1542—1594)[1];
- Томас (примерно 1558—1597), 3-й барон Бург[1][4].